# Jonathan Davis and the SFA
Jonathan Davis and the SFA (Simply Fucking Amazings)" to zespół solowy Jonathana Davisa lidera zespołu Korn.

## Historia
Jonathan Davis and the SFA ruszyli w pierwszą trasę po Stanach Zjednoczonych w listopadzie 2007, a europejską trasę w maju 2008. Ich pierwszy album ma zaplanowaną premierę na 2009 rok zaraz po premierze planowana jest trasa koncertowa w Ameryce Północnej. Jonathan Davis and the SFA wydali kompilacje na CD/DVD dostępną na stronie Invisible Arts. Nazwę zespołu wymyślił ochroniarz i asystent Jonathana - Loc. Zespół na swojej stronie udostępnił wersje demonstracyjne utworów z pierwszego albumu. Tytuły robocze to „Basic Needs”, „Russia”, „August 12”, and „Gender”, które podobno zostały zainspirowane przez Buffalo Billa i Milczenie owiec. Zespół nagrał też 3 nie zatytułowane jeszcze dema.
Cover „Got Money” Lil Wayne'a nagrany z gitarzystą Slipknot i Stone Sour Jamesem Rootem został ostatnio udostępniony do ściągnięcia na stronie zespołu, wraz z wiadomością od Davisa „...możecie ściągnąć kawałek, który miksowałem przez parę ostatnich dni. Nie jest on reprezentatywny dla albumu, nad którym pracuję, to coś fajnego czego chciałem spróbować..."
Jonathan Davis wyraził chęć współpracy ze znanym angielskim producentem Guyem Sigsworthem. Warto też zauważyć, że perkusista KoЯna Ray Luzier grał na perkusji na pierwszym albumie.
Niedawno na sesji w studiu pojawił się gitarzysta Black Light Burns/Limp Bizkit - Wes Borland i nagrywał materiał na album.
Według MTV News, niektóre utwory grupy Jonathan Davis and the SFA były współpisane przez znany zespół producencki, The Matrix, znany z albumu KoЯna See You On The Other Side.

## Członkowie
- Jonathan Davis – Śpiew, dudy (2007 –)

### The SFA
Davis stwierdził na swoim blogu, że SFA to grupa zmieniających się muzyków. Niektórzy z nich uznawani są za urlopowanych, ponieważ nigdy oficjalnie nie opuścili tego zespołu, ale aktualnie nie pracują z SFA.
Obecni członkowie
- Shenkar – skrzypce, śpiew (2007 –)
- Zac Baird – instrumenty klawiszowe (2007 –)
- Shane Gibson – gitara live (2007 –)
- Miles Mosley – kontrabas (2007 –)
- Ray Luzier – perkusja (2008 –)
- Wes Borland – gitara sesyjna (2008 –)

Byli członkowie
- Michael Jochum – perkusja live (2007–2008)

## Dyskografia

### Albumy koncertowe
- Alone I Play (2007)
- Live at Union Chapel (2011)

### Single
- 2007 „Careless (Akasha's Lament)”
- 2008 „Got Money” (feat. Jim Root)